# Museo Guimet
El Museo Guimet (en francés: Musée national des Arts asiatiques-Guimet o Musée Guimet) es un museo de Francia de arte asiático localizado en la avenue d'Iéna, en el XVI distrito de París. Posee una de las más grandes colecciones del arte de Asia del mundo occidental.
El museo, que en un principio se localizaba en Lyon (1879) y fue cedido al estado y transferido a París en 1885, fue fundado por Émile Étienne Guimet, un magnate. Entregado fervorosamente a viajar, Guimet fue encargado por el ministro de instrucción pública en 1876 del estudio de religiones del Extremo oriente, por lo que el museo es producto de aquella expedición, incluyendo una magnífica colección de cerámica china y cerámica japonesa, y muchos otros objetos relacionados también con el antiguo Egipto, Grecia y Roma. En una de sus alas se encuentra el llamado Panthéon Bouddhique, que expone arte religioso.
Desde diciembre del 2006 a abril de 2007, el museo ha albergado colecciones del museo de Kabul, con piezas arqueológicas provenientes del reino Grecobactriano, la ciudad de Alejandría de Oxiana y el tesoro de Tillya Tepe.

## Arte del Museo Guimet

### Arte greco-búdico

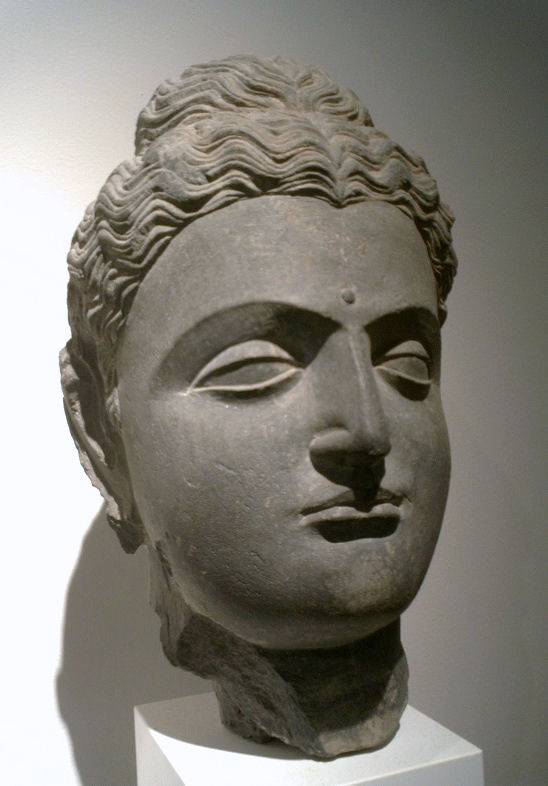
Buda de Gandhara, siglos I-II.
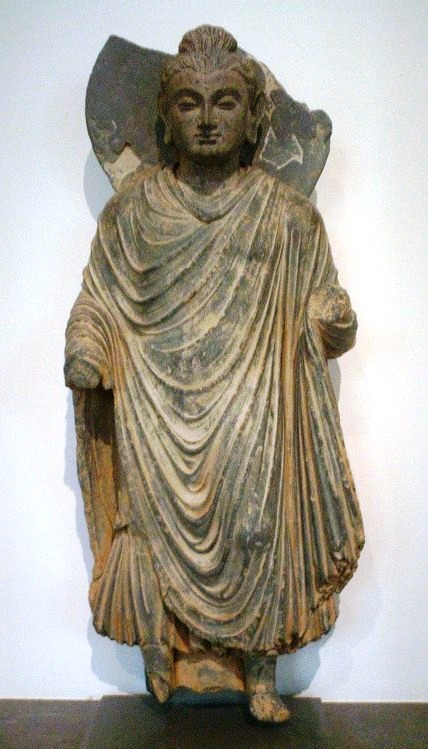
Buda de pie, antigua región de Gandhara, norte de Pakistán, siglo I.
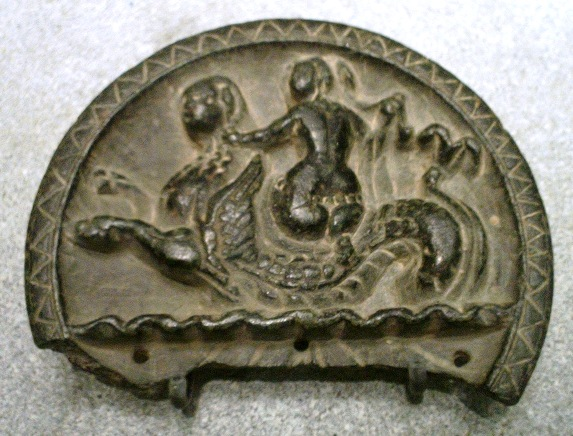
Panel de piedra con nereida cabalgando un monstruo marino, Sirkap, siglo II a. C.
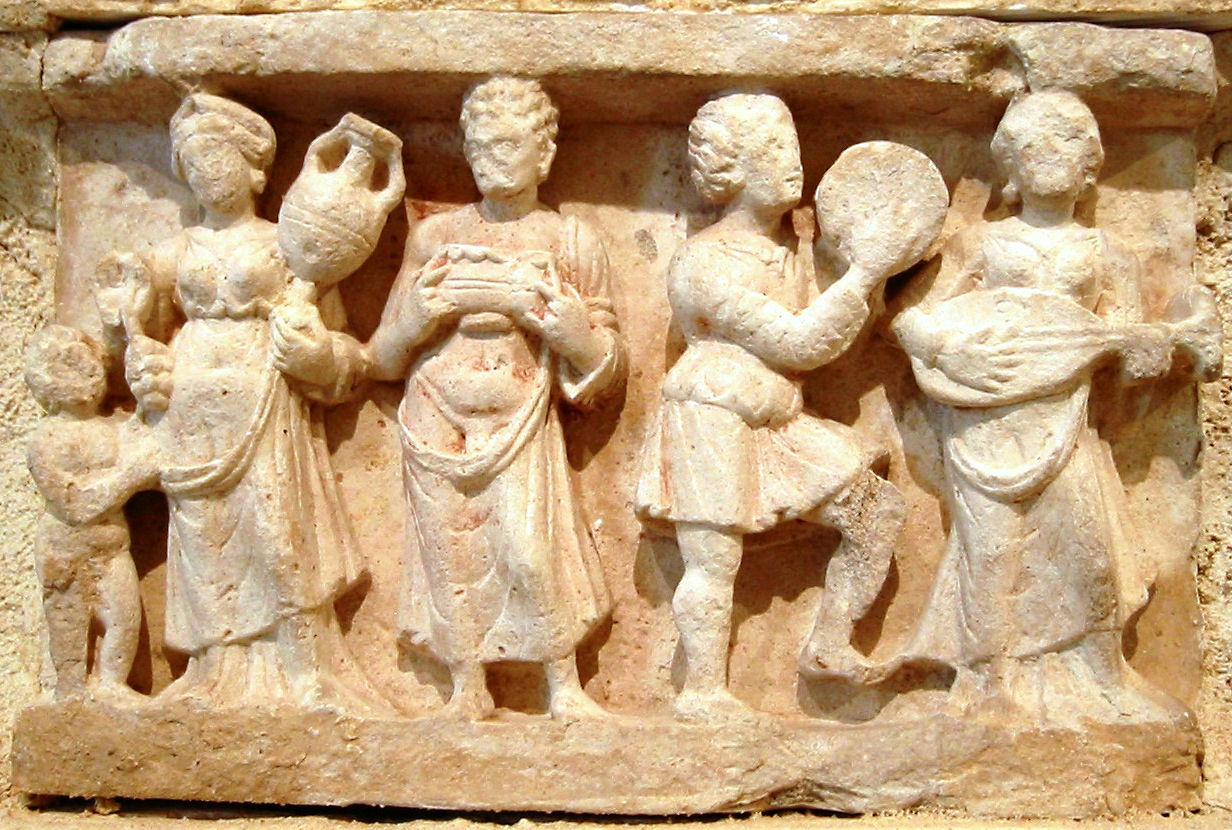
Escultura con banquete y música, Hadda, siglos I-II.
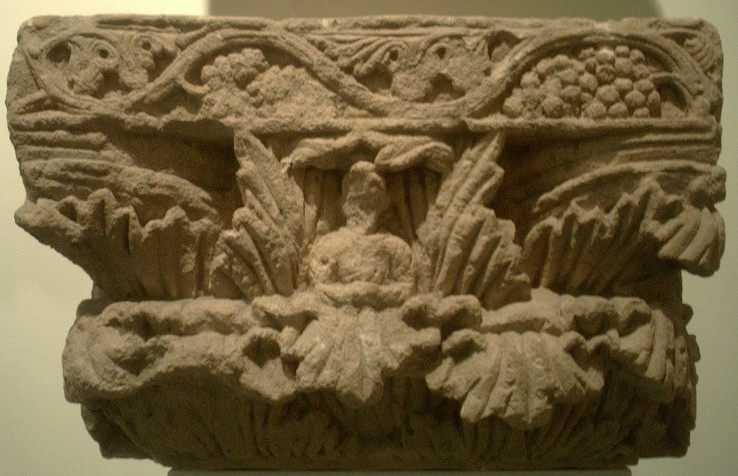
Capitel conrintio con Buda, siglo II, Surk Kotal, Afganistán.
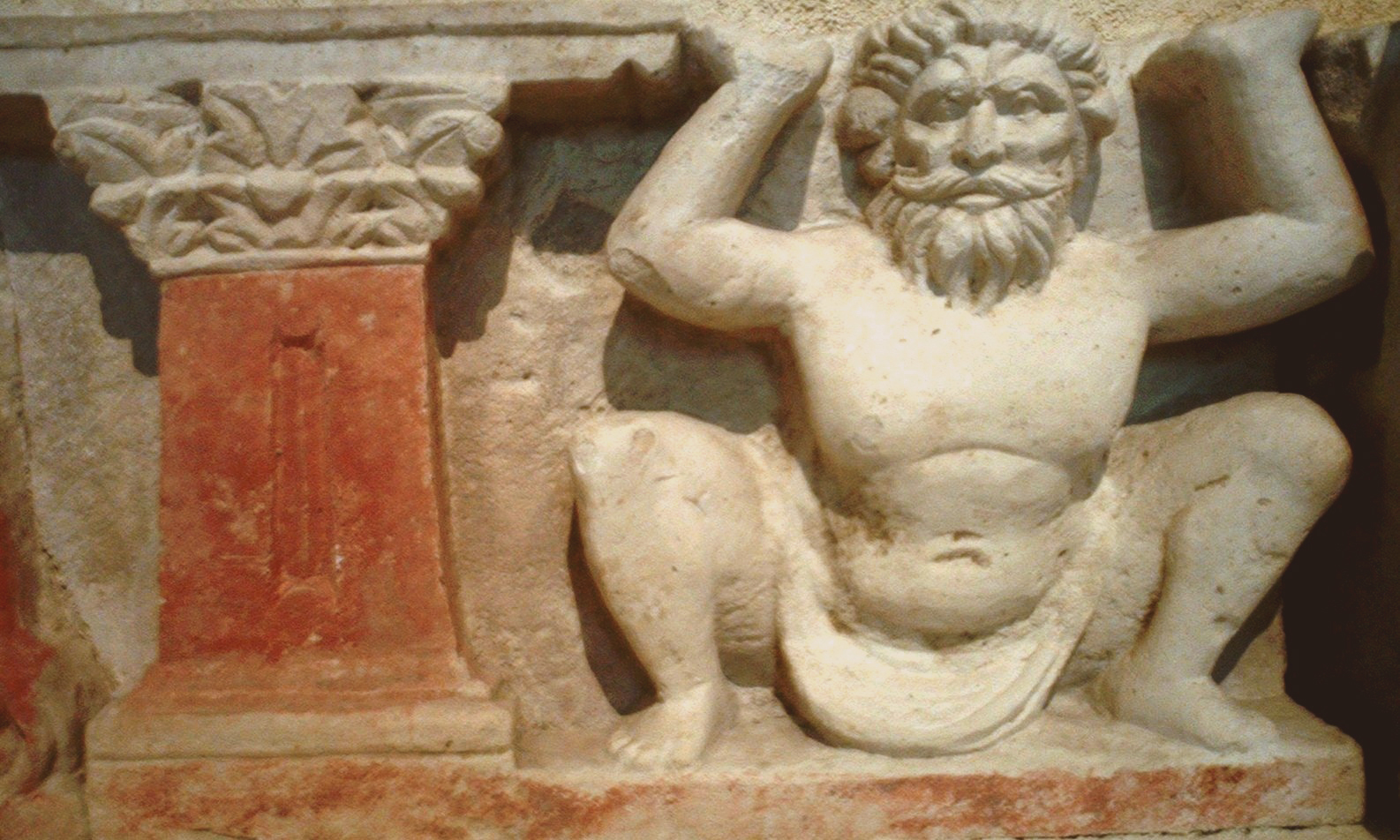
El dios Atlas, sosteniendo un monumento budista, Hadda.
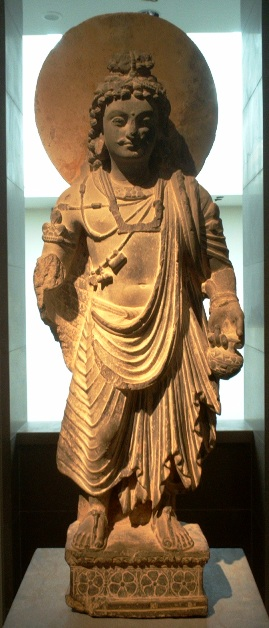
El Bodhisattva Maitreya, siglo II, Gandhara.
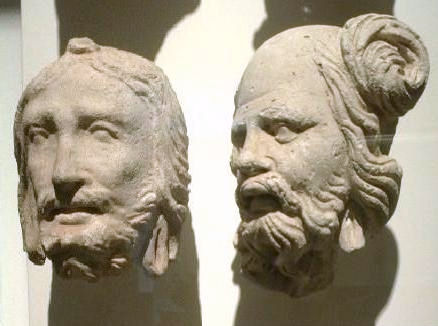
Retratos provenientes de Hadda, siglo III.
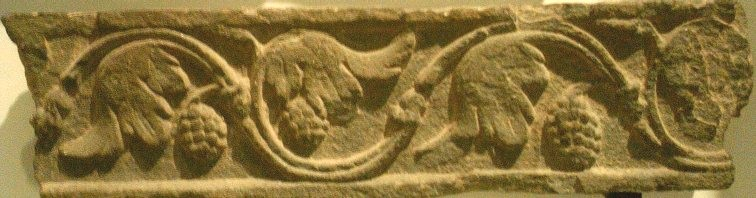
Panel decorativo, helenístico, de Hadda, (norte de Pakistán).

### Arte de Serindia

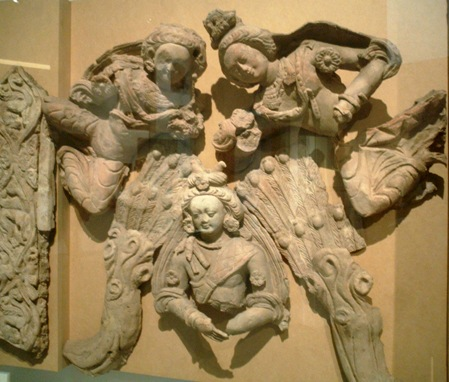
Bodhisattva, terracota de los siglos VI-VII, Tumshuq (Xinjiang).

### Arte de China

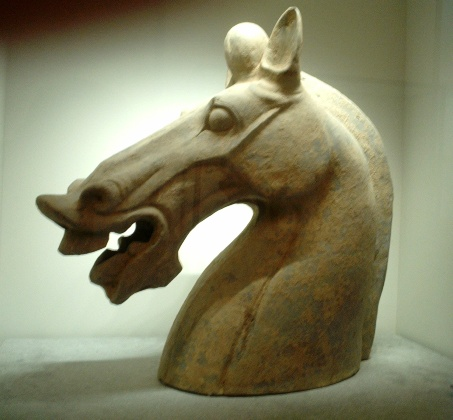
Caballo, dinastía Han (siglos I-II).
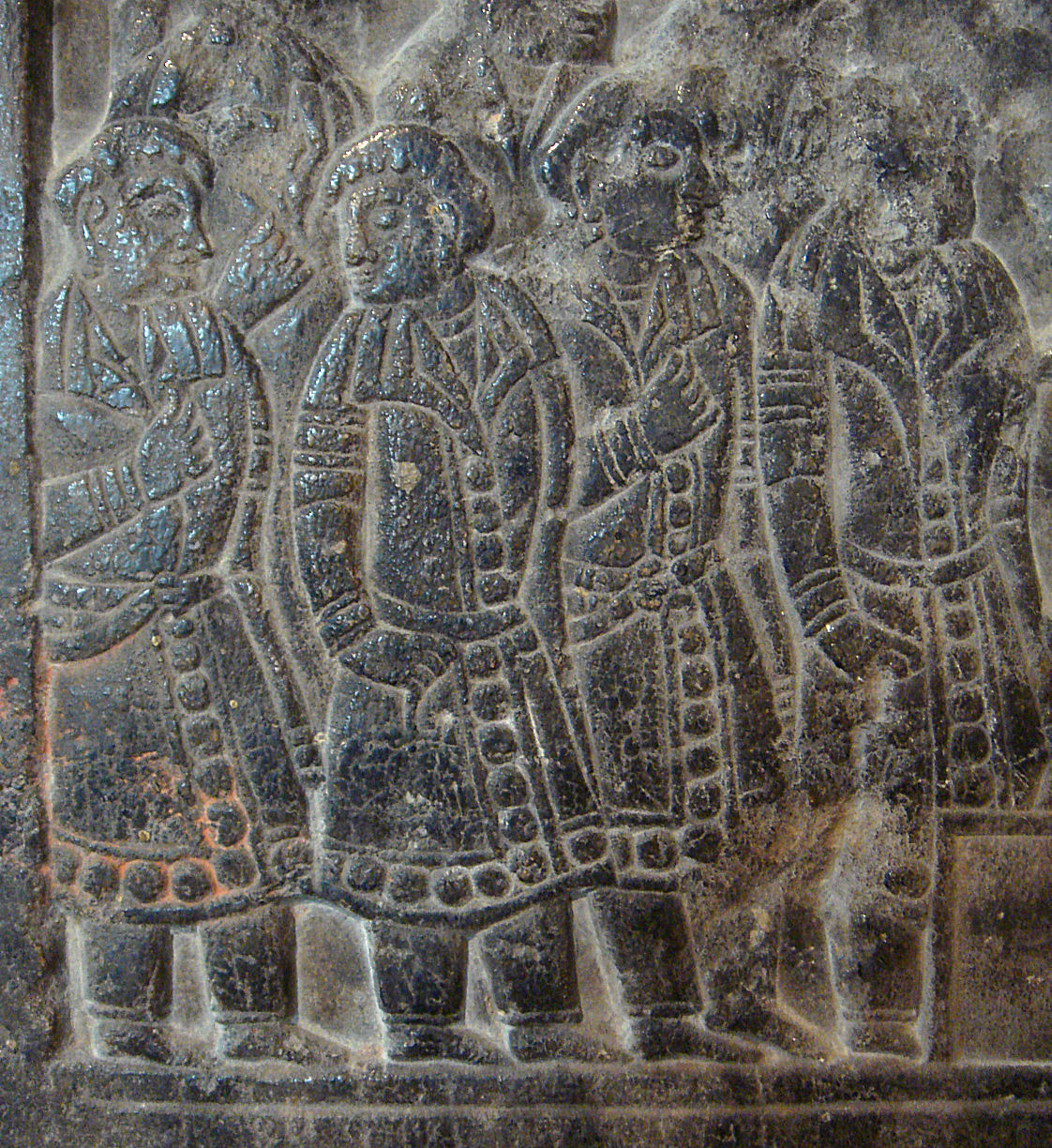
Relieve, dinastía Qi del norte, siglo VI.
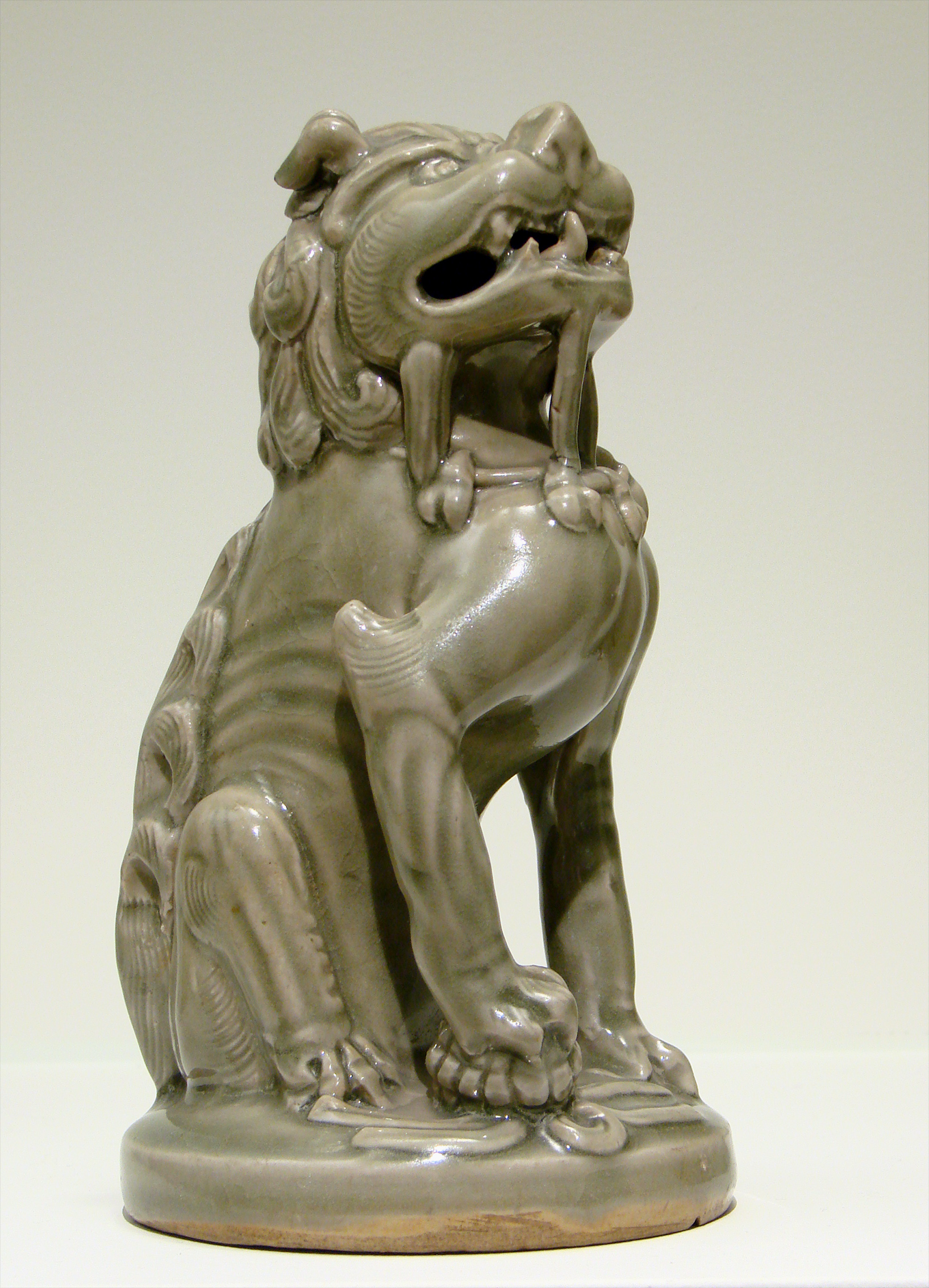
León sedente, en celadón, siglos XI-XII, dinastía Song.
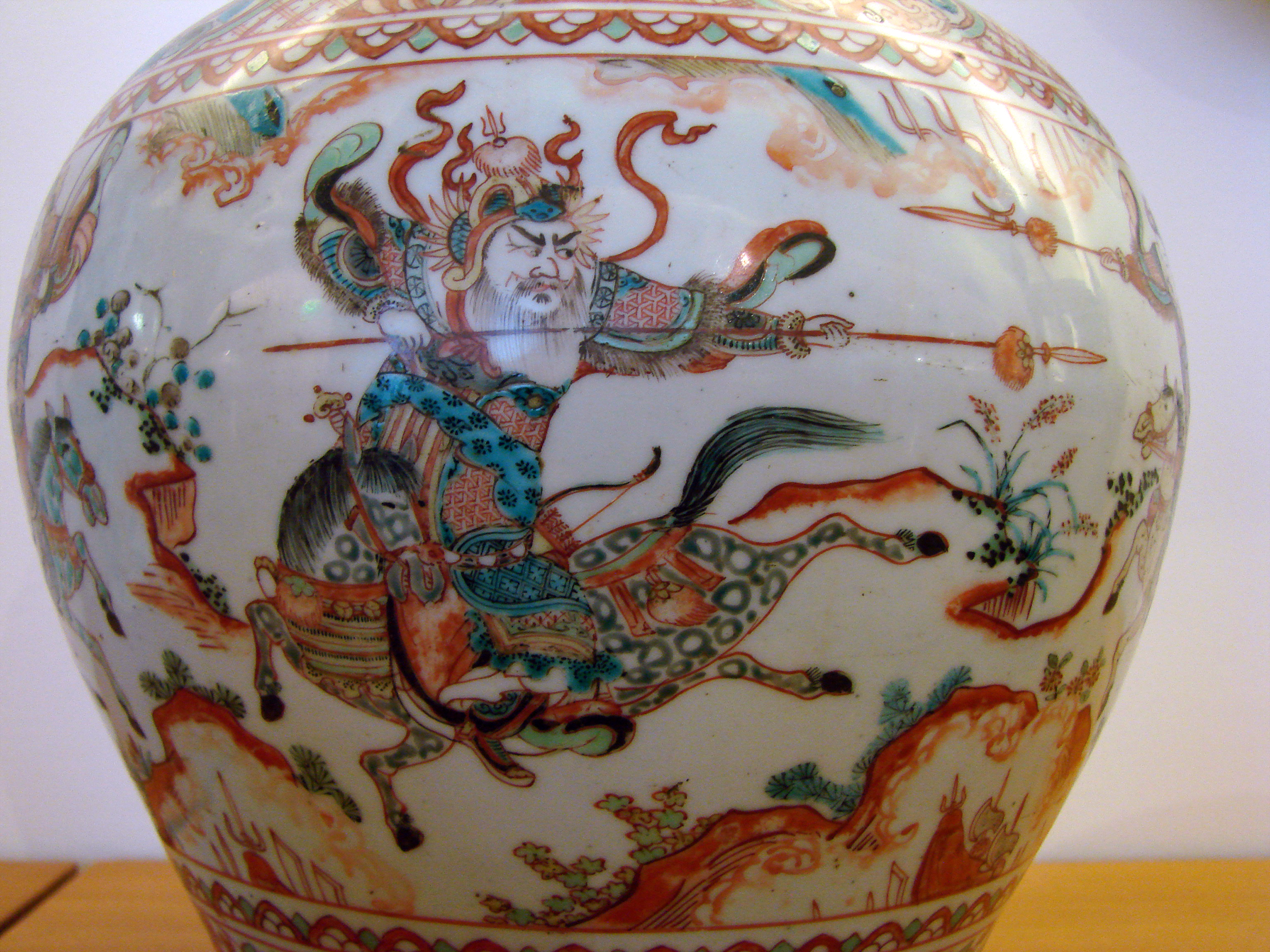
Vaso de porcelana con escena de lucha, época del emperador Jiajing, dinastía Ming.
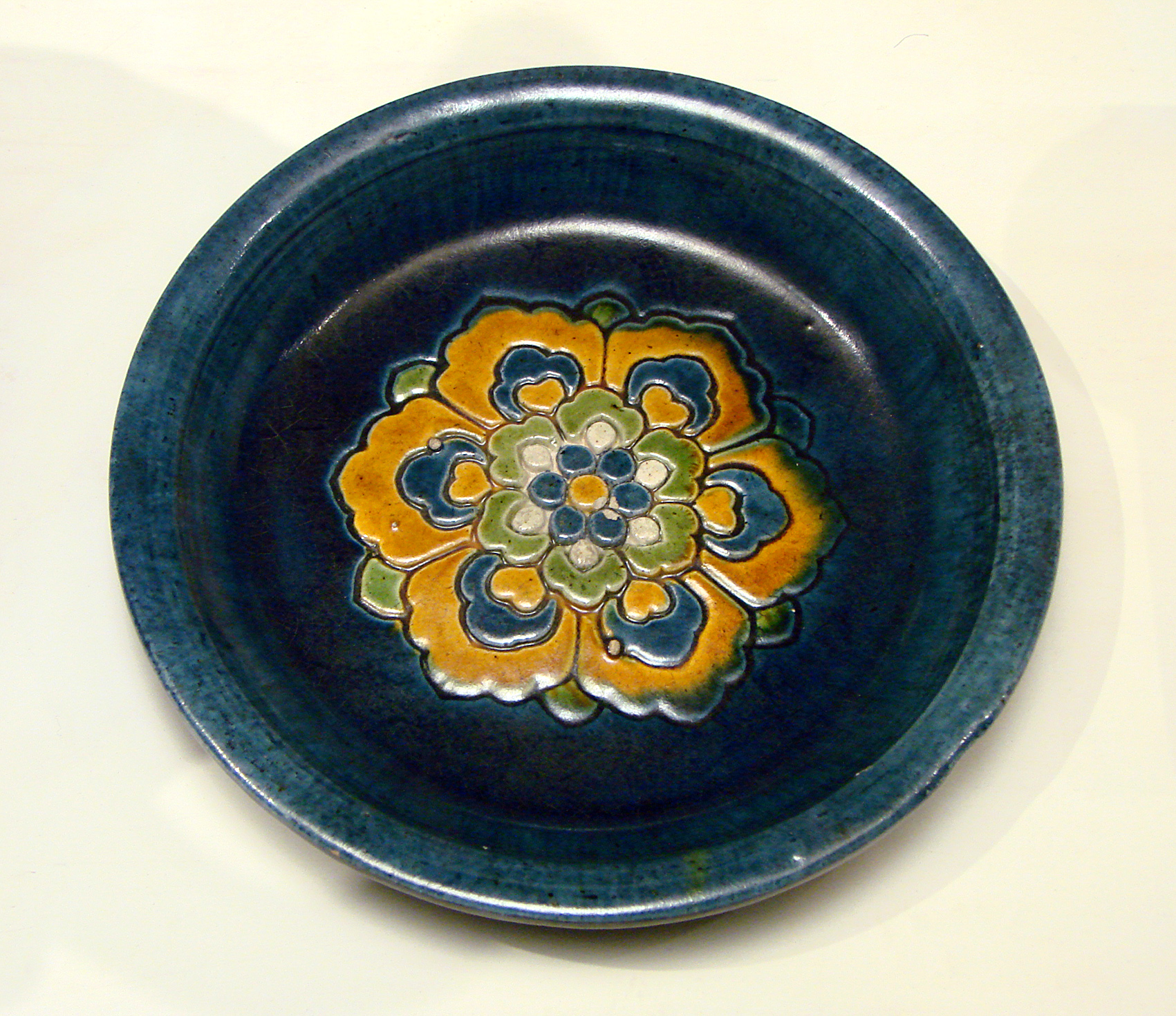
Plato, cerámica sancai, dinastía Tang, siglos VIII-IX.
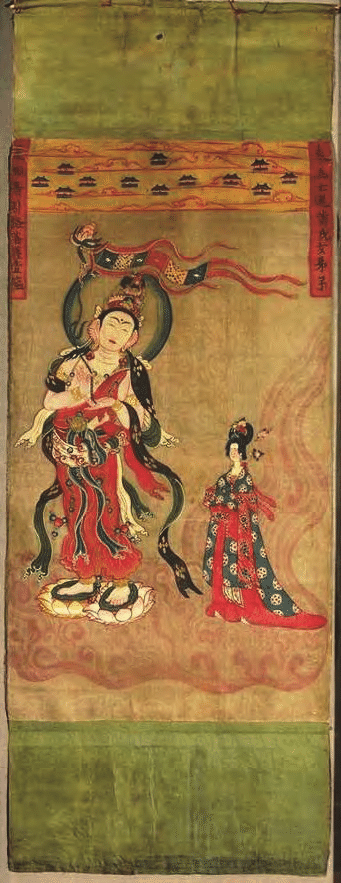
Bodhisattva que lidera el camino, Cinco Dinastías, siglo X.

### Arte hindú

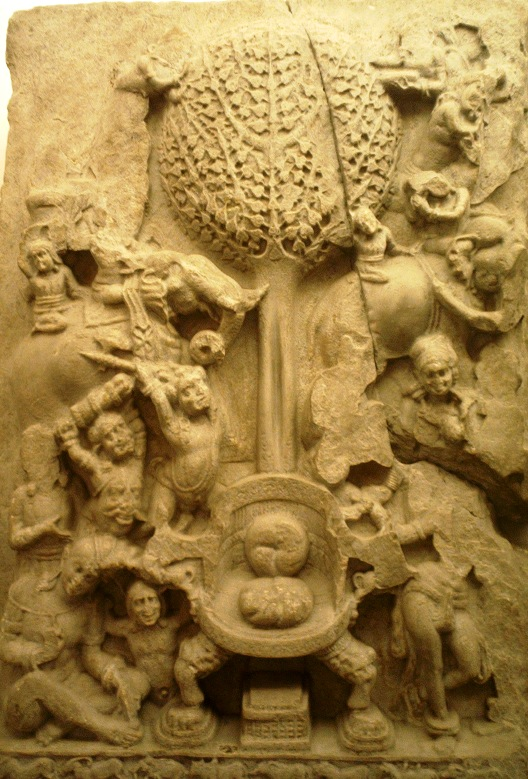
Representación anicónica del demonio Mara asaltando a Buda, siglo II, Amaravati, Guntur, India.
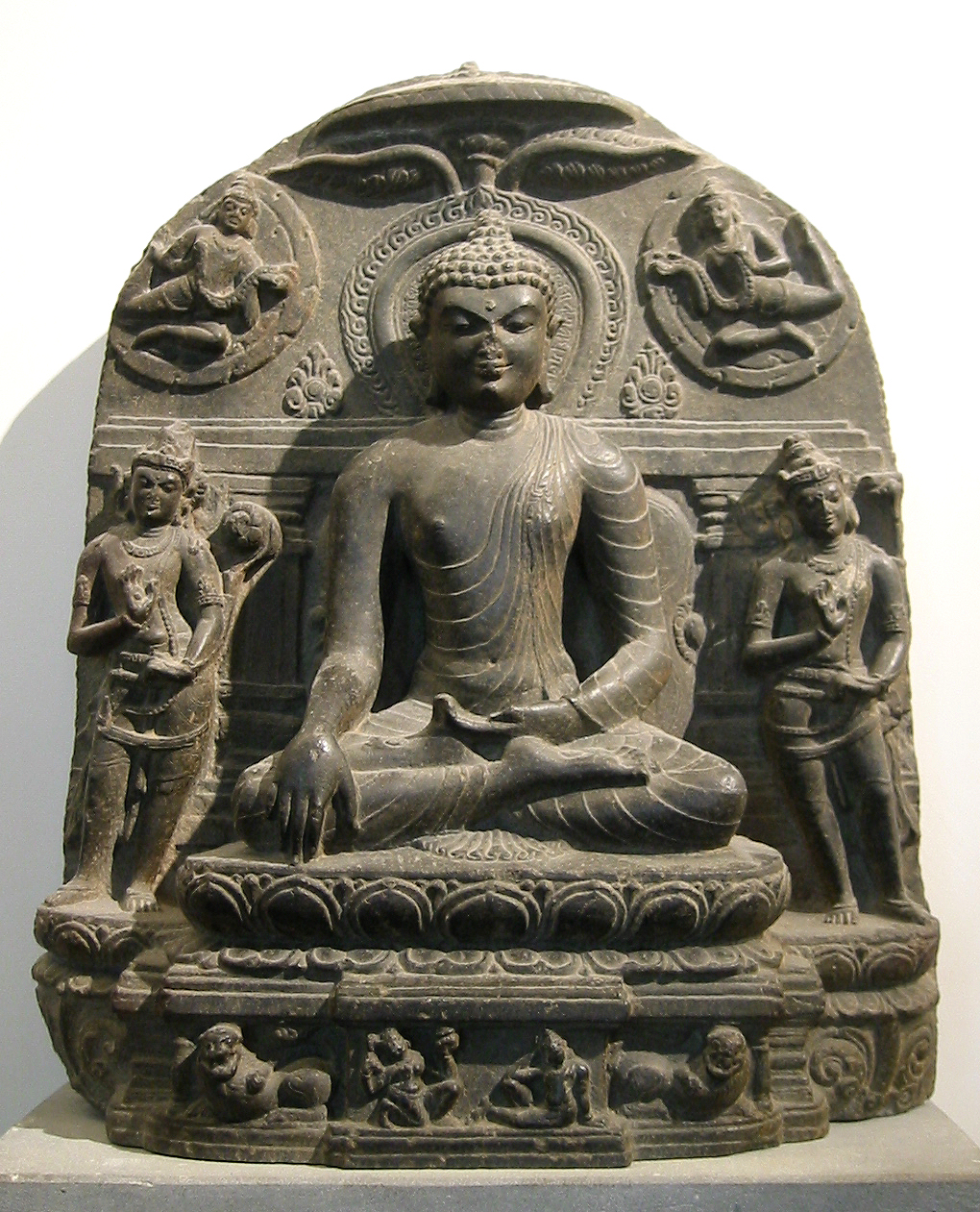
Buda y Bodhisattvas, siglo XI.

### Arte del sudeste asiático

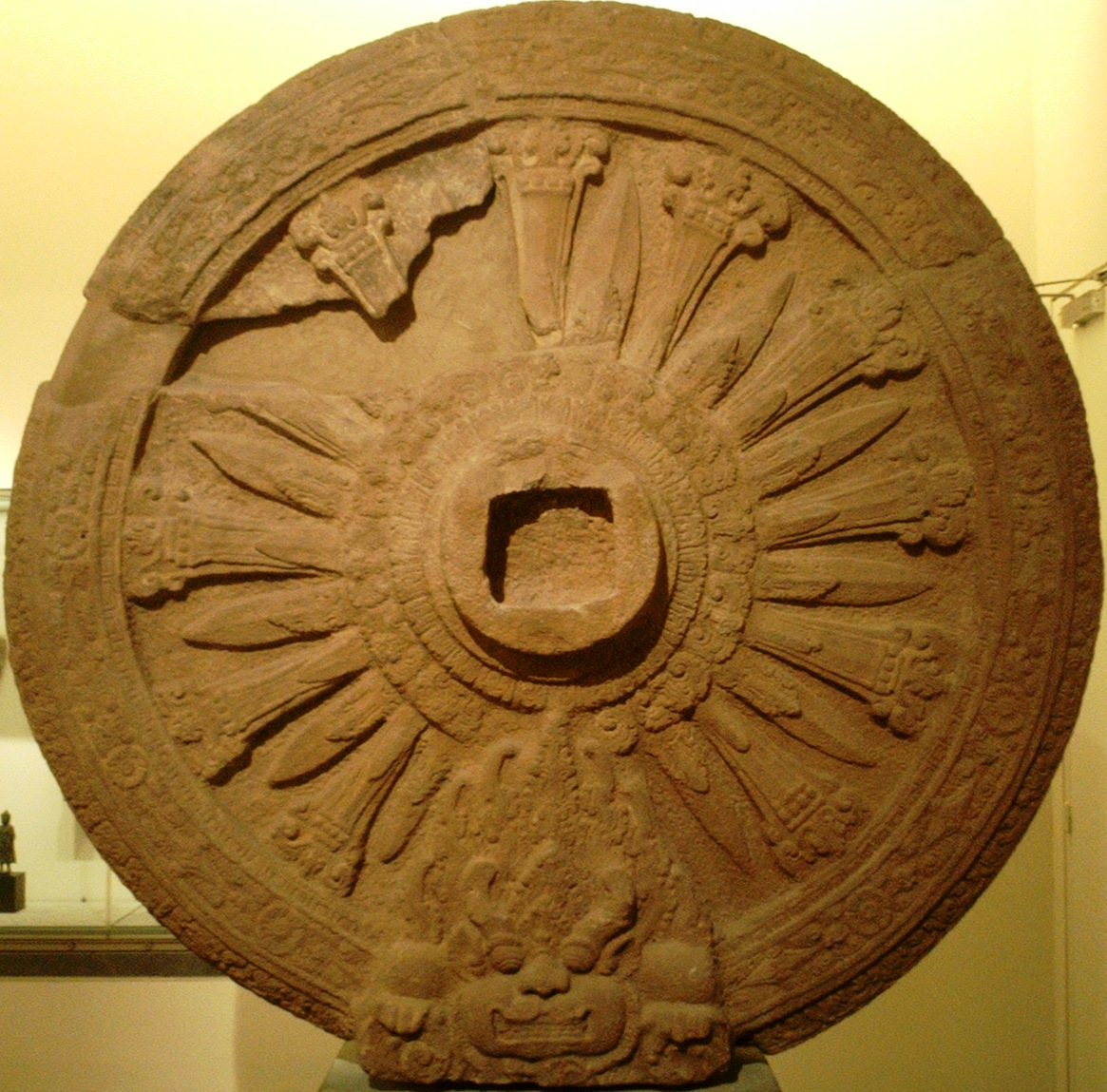
Rueda de la ley (Dharmacakra), Mon, arte de Dvaravati, siglo VIII.